# Kamjanske
Kamjanske (Oekraïens: Кам'янське; Kamjanske, Russisch: Каменское; Kamenskoje) is een stad in Oekraïne, in de oblast Dnjepropetrovsk. In 1936 werd de naam van de stad gewijzigd in Dnjeprodzerzjinsk en na de onafhankelijkheid van Oekraïne werd de Oekraïense naam Dniprodzerzjynsk aangenomen. In het kader van de decommunisering werd in juli 2016 opnieuw de naam Kamjanske aangenomen. De naam verwees zowel naar de rivier de Dnjepr als naar Feliks Dzerzjinski, de oprichter van de Tsjeka, de eerste bolsjewistische geheime dienst.
Kamjanske heeft 229.794 inwoners (2021).
De stad is bekend doordat de Sovjetleider Leonid Brezjnev hier geboren is.

## Ligging
Kamjanske ligt aan de rivier de Dnjepr. Het is eigenlijk een satellietstad van de miljoenenstad Dnipro.

## Economie en bevolking
De stad heeft grote en gevarieerde industrieën. Zo is er de grote staalfabriek Kametstal, een onderdeel van Metinvest, gevestigd. Dat is ook de reden dat het een van de meest vervuilde steden ter wereld is.
Een grote stuwdam aan de rivier de Dnjepr werd in 1964 opgeleverd.

## Sport
Stal Kamjanske is de professionele voetbalclub van Kamjanske en speelt op het hoogste Oekraïense niveau, de Premjer Liha.

## Geboren
- Leonid Brezjnev (19 december 1906 - 10 november 1982), leider Sovjet-Unie
- Ludmilla Arzhannikova (15 maart 1958), Nederlands handboogschutster
- Hennadi Litovtsjenko (1 september 1963), voetballer en trainer
- Vera Brezjneva (3 februari 1982), zangeres
- Artem Kravets (3 juni 1989), voetballer